# Circuit Champlain
 (décembre 2013).
Le circuit Champlain est un corridor géographique lié aux voies navigables que Samuel de Champlain et d’autres explorateurs ont utilisées lors de leurs découvertes de l’Ontario, de 1609 à 1615.

## Description
Le Circuit commence à Montréal et traverse les communautés de Hawkesbury, Ottawa, Mattawa, North Bay, Sudbury, Rivière des Français, Killarney, la région de la baie Georgienne jusqu’à la rivière Humber et la ville de Toronto.
Circuit à l’européenne, il fait partie de la Nouvelle-France qui comprenait, au début du XVIIe siècle, l’Acadie, le Québec et une partie importante de l’Ontario. Le Circuit Champlain met en valeur ses attributs culturels et naturels, ainsi que sa diversité culturelle, suscitant les partenariats entre francophones, autochtones et anglophones.
L'héritage de Champlain, vibrant par ses paroles, « Préparons la route pour ceux qui voudront suivre », est plus que jamais vivant grâce à cette initiative.

### Sources
- Direction Ontario /Géo Ontario